# 陆侃如
陆侃如（1903年11月26日—1978年12月1日），原名侃，字衍庐，笔名小璧，江苏太仓人，出生于海门，中国文学史家。曾任全国政协委员、中国文联委员、中国作家协会理事、九三学社中央常委等职。妻子为女作家冯沅君。

## 生平

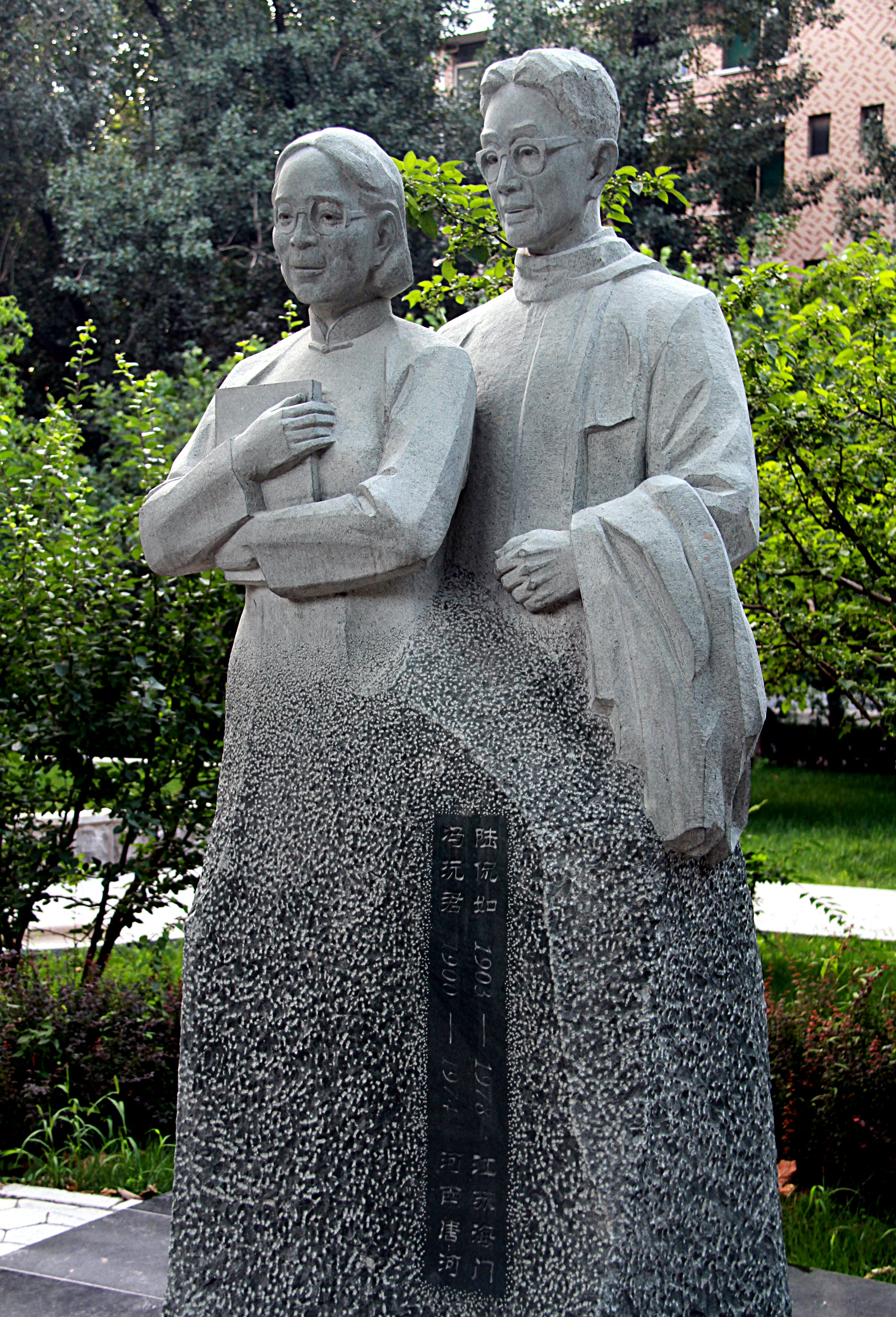
山东大学内的冯沅君与陆侃如像

陆侃如1924年毕业于北京大学中文系，后又考入清华学校研究院攻读中国古典文学。毕业后，任教于中国公学、复旦大学、暨南大学等校。1929年与冯沅君结婚，1932年两人一同留学法国巴黎大学并同获文学博士学位。回国后任燕京大学中文系主任。抗日战争期间又先后在中山大学师范学院、东北大学文学院任教。抗战结束后，随东北大学一同迁回沈阳。翌年前往青岛，出任山东大学教授。1951年任山东大学副校长，1958年随学校一同前往济南。反右期间被划为“右派”，1978年逝世。1979年被平反。

## 著作
他与夫人冯沅君合著过《中国诗史》、《中国文学史简编》、《中国古典文学简史》等书。